# Summer Nationals
Summer Nationals is het vierde ep van de Amerikaanse punkrockband The Offspring en is digitaal uitgebracht op 5 augustus 2014 ter gelegenheid van de Summer Nationals-tour met Bad Religion, Pennywise, The Vandals, Stiff Little Fingers en Naked Raygun. De ep bevat covers van Bad Religion en Pennywise-nummers. Het is de eerste Offspring-release dat sinds Smash waar de label niet Columbia is maar Time Bomb. Het is het eerste Offspring-release waar sessiedrummer Josh Freese niet meer op speelde sinds Conspiracy of One uit 2000. Ook is dit het laatste Offspring-release met bassist en medeoprichter Greg K. die in 2018 werd ontslagen bij The Offspring vanwege zakelijke geschillen. 

## Nummers
| No. | Titel              | Schrijver(s)   | Originele artiest | Looptijd |
| --- | ------------------ | -------------- | ----------------- | -------- |
| 1.  | "Do What You Want" | Brett Gurewitz | Bad Religion      | 1:09     |
| 2.  | "No Control"       | Greg Graffin   | Bad Religion      | 1:47     |
| 3.  | "No Reason Why"    | Pennywise      | Pennywise         | 2:43     |

## Betrokkenen
- Dexter Holland – zang, slaggitaar
- Noodles – leadgitaar, achtergrondzang
- Greg K. – basgitaar, achtergrondzang
- Pete Parada – drums